# Tulliusz Walentynus
Tullius Valentinus (zm. 70 n.e.) – galijski arystokrata z plemienia Trewerów, który poparł powstanie Batawów pod wodzą Juliusza Cywilisa w latach 69-70 n.e.
Gdy Kwintus Petyliusz Cerialis wraz z legionem XXI Rapax przekroczył Alpy, a kolejne legiony z Hiszpanii (X Gemina i VI Victrix) i Brytanii (XIV Gemina) kierowały się w stronę Galii, by na polecenie Wespazjana zdławić powstanie Cywilisa, plemiona galijskie zebrały się w Durocortorum (obecnie Reims) na terenie Remów w celu naradzenia się nad prowadzeniem wojny wspólnie z Batawami lub zawarciem pokoju. Na spotkaniu Tulliusz Walentynus naciskał na kontynuowanie wojny, natomiast Juliusz Auspeks wskazywał na potęgę Rzymu i zachęcał do zawarcia pokoju. Jego propozycja zyskała uznanie zgromadzonych i polecono Trewerom wstrzymanie się od działań wojennych. Jednakże Walentynus skłonił samych Trewerów do wystąpienia przeciwko Rzymianom i przyłączenia się do powstania.
Gdy Juliusz Tutor, inny zbuntowany przywódca Trewerów, został pokonany pod Bingium (obecnie Bingen), przez oddziały Sekstyliusza Feliksa, przestraszeni Trewerowie zaczęli się wycofywać z powstania. Wtedy Walentynus ponownie skłonił współplemieńców do walki przeciw Rzymianom, do czego miało ich zobowiązać zabicie lagatów Herenniusza Gallusa oraz Numizjusza Rufusa. Cerialis dotarłszy do Mogontiacum (obecnie Moguncja) zebrał wojska i zaatakował pod Rigodulum (obecnie wieś Rigol) Walentynusa, który zajął pozycję na wzgórzu osłonięty z jednej strony przez palisadę a z drugiej przez rzekę. Walentynus miał unikać decydującego starcia z Cerialisem i czekać na wsparcie Cywilisa i Juliusza Klassykusa, kolejnego zbuntowanego przywódcę z plemienia Trewerów. Jednak zdecydowane działania Cerialisa zmusiły Walentynusa do podjęcia walki. Pod naporem wojsk Cerialisa wycofał się ze wzgórza i wtedy wpadł na oddział jazdy. Pokonany Walentynus dostał się do niewoli i został odesłany do Domicjana i Licyniusza Mucjanusa, którzy nadciągali z Italii. Po przesłuchaniu Walentynus został stracony.

## Źródła
- Tacyt: Dzieła. Tłumaczenie Seweryn Hammer. Warszawa: Czytelnik, 2004. ISBN 83-07-02993-7. Brak numerów stron w książce